# Accipitriformes
Ordre
Les Accipitriformes sont un ordre de rapaces diurnes tels que les aigles, les vautours, les buses et les éperviers. Pendant longtemps, ces espèces d'oiseaux ont été placées avec les faucons dans l'ordre des Falconiformes. Des études ADN au début du XXIe siècle bouleversent l'arbre phylogénétique de ces oiseaux, rapprochant les faucons des coraciiformes (oiseaux-souris, pics, martins-pêcheurs et martins-chasseurs, guêpiers),.

## Caractéristiques
Ses espèces se caractérisent par leur bec court et crochu, et leurs pattes puissantes, munies de griffes appelées serres. Ce sont, le plus souvent, d'excellents chasseurs diurnes à la vue perçante. Certains, comme les vautours, se nourrissent de charognes. Ils nichent sur les arbres ou sur les rochers et falaises. Les grandes espèces n'élèvent en général qu'un à deux poussins par an. Les jeunes sont nidicoles.

## Taxonomie
Traditionnellement, les familles de l'ordre des Accipitriformes étaient incluses dans l'ordre des Falconiformes. Mais de récentes études ont poussé les ornithologues à les séparer de la famille des faucons, et celle-ci a été isolée dans l'ordre dérivé de son nom. 
La famille des Cathartidae a quelquefois été placée dans l'ordre des Ciconiiformes, car les ornithologues pensaient qu'elle était proche des Ciconiidae, mais cela n'a pas été soutenu par les études génétiques. Un ordre propre, celui des Cathartiformes, est parfois proposé pour ces urubus et condors.
La classification de Sibley-Ahlquist (1990, 1993) basée sur l'hybridation de l'ADN rapproche les oiseaux de proie diurnes et d'autres ordres dans un ordre des Ciconiiformes largement étendu. Cette approche n'a jamais fait l'unanimité chez les ornithologistes.

### Relations entre les familles
D'après John Harshman :
|  | Sagittariidae |
|  |               |

|  | Accipitridae |
|  |              |
|  | Pandionidae  |
|  |              |

|  | Sagittariidae |
|  |               |

|  | Accipitridae |
|  |              |
|  | Pandionidae  |
|  |              |

|  | \| \| Cathartidae \| \| \| \| |
|  |                               |
|  | Cathartidae                   |
|  |                               |

|  | Cathartidae |
|  |             |

|  | Sagittariidae |
|  |               |

|  | Accipitridae |
|  |              |
|  | Pandionidae  |
|  |              |

|  | Sagittariidae |
|  |               |

|  | Accipitridae |
|  |              |
|  | Pandionidae  |
|  |              |

|  | \| \| Cathartidae \| \| \| \| |
|  |                               |
|  | Cathartidae                   |
|  |                               |

|  | Cathartidae |
|  |             |

## Familles et genres
D'après la classification de référence (version 14.1, 2024) de l'Union internationale des ornithologues, il y a 265 espèces (dont 1 éteinte) d'Accipitriformes, réparties en 4 familles et 78 genres (dont 1 éteint).
Liste des familles par ordre phylogénique :
- Cathartidae : les charognards du Nouveau Monde : urubus, sarcoramphe, condors (5 genres, 7 espèces) ;
- Sagittariidae : messager (1 genre, 1 espèce) ;
- Pandionidae : balbuzard (1 genre, 1 espèce) ;
- Accipitridae :  aigles, pygargues, buses, busards, bondrées, circaètes, élanions, autours, éperviers, vautours, gypaètes, bazas, palmiste, bateleur, serpentaire, gymnogènes, busautours, harpies (71 genres dont 1 éteint, 256 espèces dont 1 éteinte).